# Libanesische Premier League 2014/15
Die Libanesische Premier League 2014/15 war die 55. Spielzeit der höchsten libanesischen Spielklasse im Fußball der Männer. Insgesamt traten zwölf Mannschaften an. Titelverteidiger war der Nejmeh Club. Sie begann am 26. September 2014 und endete am 10. Mai 2015.

## Teilnehmer und ihre Spielstätten
al-Mabarrah und al Egtmaaey Tripoli stiegen nach der Saison 2013/14 in die zweite Liga ab. Die neuen Aufsteiger waren al-Nabi Sheet und Shabab al-Ghazieh. Shabab Al-Ghazieh kehrte nach nur einer Saison Zweitklassigkeit zurück, während Nabi Sheet zum ersten Mal in die Premier League aufstieg.
| Team              | Stadt   | Heimstadion                 | Kapazität |
| ----------------- | ------- | --------------------------- | --------- |
| al Ahed           | Beirut  | Beirut Municipal Stadium    | 22.500    |
| al-Akhaa al-Ahli  | Alayh   | Amin AbdelNour Stadium      | 3.500     |
| al-Ansar          | Beirut  | Beirut Municipal Stadium    | 22.500    |
| al-Nabi Sheet     | Zahlé   | Nabi Shayth Stadium         | 1.000     |
| Nejmeh Club       | Beirut  | Camille-Chamoun-Stadion     | 49.000    |
| Racing Beirut     | Beirut  | Bourj Hammoud Stadium       | 8.000     |
| Safa SC Beirut    | Beirut  | Safa Stadium                | 4.000     |
| Salam Zgharta     | Zgharta | Zgharta Stadium             | 5.000     |
| Shabab al-Sahel   | Beirut  | Beirut Municipal Stadium    | 22.500    |
| Shabab al-Ghazieh | Sidon   | Saida International Stadium | 22.600    |
| Tadamon Sur Club  | Tyros   | Sour Stadium                | 6.500     |
| Tripoli SC        | Tripoli | Tripoli Municipal Stadium   | 22.000    |

## Abschlusstabelle
| Pl. | Verein                | Sp. | S  | U | N  | Tore    | Diff. | Punkte |
| --- | --------------------- | --- | -- | - | -- | ------- | ----- | ------ |
| 1.  | al Ahed               | 22  | 16 | 3 | 3  | 042:100 | +32   | 51     |
| 2.  | al-Ansar              | 22  | 13 | 4 | 5  | 031:190 | +12   | 43     |
| 3.  | Nejmeh Club (M)       | 22  | 11 | 6 | 5  | 026:180 | +8    | 39     |
| 4.  | Tripoli SC            | 22  | 10 | 3 | 9  | 036:240 | +12   | 33     |
| 5.  | Safa SC Beirut        | 22  | 8  | 6 | 8  | 026:280 | −2    | 30     |
| 6.  | al-Nabi Sheet (N)     | 22  | 8  | 6 | 8  | 030:360 | −6    | 30     |
| 7.  | Salam Zgharta (P)     | 22  | 7  | 6 | 9  | 033:400 | −7    | 27     |
| 8.  | Shabab al-Sahel       | 22  | 7  | 3 | 12 | 025:280 | −3    | 24     |
| 9.  | Shabab al-Ghazieh (N) | 22  | 6  | 6 | 10 | 029:380 | −9    | 24     |
| 10. | Racing Beirut         | 22  | 6  | 5 | 11 | 018:300 | −12   | 23     |
| 11. | Tadamon Sur Club      | 22  | 5  | 7 | 10 | 017:310 | −14   | 22     |
| 12. | al-Akhaa al-Ahli      | 22  | 5  | 5 | 12 | 018:290 | −11   | 20     |

| Zum Saisonende 2014/15: |                                                                          |
| Libanesischer Meister und Teilnahme an der Ersten Qualifikationsrunde der AFC Champions League 2016: al Ahed Abstieg in die Second Division: Tadamon Sur Club & al-Akhaa al-Ahli |                                                                          |
| |                                                                          |
| Zum Saisonende 2013/14: |                                                                          |
| (M) | Amtierender Meister: Nejmeh Club                                         |
| (P) | Amtierender Pokalsieger: Salam Zgharta                                   |
| (N) | Neuaufsteiger aus der Second Division: Shabab al-Ghazieh & al-Nabi Sheet |

## Kreuztabelle
Die Kreuztabelle stellt die Ergebnisse aller Spiele dieser Saison dar. Die Heimmannschaft ist in der linken Spalte aufgelistet und die Gastmannschaft in der obersten Reihe.
| 2014/15 | Ahed | Ahli | Ansar | Nejmeh | Zahlé | Racing | Safa | Zgharta | Sahel | Ghazieh | Tadamon | Tripoli |
| ------- | ---- | ---- | ----- | ------ | ----- | ------ | ---- | ------- | ----- | ------- | ------- | ------- |
| Ahed    |      | 2:1  | 1:1   | 0:1    | 5:0   | 0:0    | 2:0  | 1:0     | 1:1   | 3:0     | 3:1     | 2:0     |
| Ahli    | 0:3  |      | 1:0   | 0:1    | 2:0   | 0:2    | 0:0  | 0:3     | 1:0   | 2:1     | 0:0     | 1:1     |
| Ansar   | 2:0  | 3:2  |       | 1:1    | 0:2   | 0:0    | 1:0  | 2:1     | 1:0   | 0:1     | 0:0     | 2:1     |
| Nejmeh  | 0:2  | 1:0  | 2:1   |        | 0:0   | 3:0    | 0:1  | 1:0     | 3:1   | 2:0     | 1:1     | 1:0     |
| Zahlé   | 1:0  | 1:1  | 1:2   | 1:0    |       | 1:1    | 2:1  | 1:1     | 0:0   | 2:0     | 2:1     | 2:5     |
| Racing  | 0:1  | 0:2  | 0:2   | 2:2    | 1:0   |        | 1:3  | 4:1     | 1:0   | 0:2     | 0:1     | 0:1     |
| Safa    | 0:2  | 2:1  | 1:3   | 1:0    | 3:3   | 0:1    |      | 2:2     | 2:1   | 3:4     | 1:1     | 0:0     |
| Zgharta | 0:4  | 1:1  | 2:1   | 1:1    | 4:5   | 2:1    | 3:1  |         | 1:0   | 2:2     | 2:0     | 1:0     |
| Sahel   | 0:2  | 2:0  | 2:3   | 3:1    | 1:2   | 1:0    | 0:1  | 1:1     |       | 3:1     | 3:0     | 3:2     |
| Ghazieh | 1:5  | 2:1  | 1:2   | 1:2    | 3:1   | 2:2    | 0:0  | 4:1     | 2:3   |         | 1:1     | 1:1     |
| Tadamon | 1:2  | 2:1  | 0:3   | 1:1    | 2:1   | 0:2    | 0:1  | 4:3     | 1:0   | 0:0     |         | 0:2     |
| Tripoli | 0:1  | 2:1  | 0:1   | 1:2    | 3:2   | 6:0    | 1:3  | 4:1     | 2:0   | 2:0     | 2:0     |         |

## Torschützenliste
Bei gleicher Anzahl von Treffern sind die Spieler alphabetisch geordnet.
| 01.                    | Lucas Matías Galán    | Salam Zgharta     | 17 |
| 02.                    | Michael Kafui Helegbe | Tripoli SC        | 16 |
| 03.                    | Rémi Adiko            | al Ahed           | 13 |
| 03.                    | Abdoulaye Kanouté     | Shabab al-Ghazieh | 13 |
| 05.                    | Sheikh Dohuk          | al-Nabi Sheet     | 12 |
| 06.                    | Wasim Abdelhady       | Shabab al-Sahel   | 10 |
| 06.                    | Ihab Msakni           | al Ahed           | 10 |
| 08.                    | Prince Abedi          | al-Ansar          | 9  |
| 08.                    | Nour Mansour          | Safa SC Beirut    | 9  |
| Stand: Ende der Saison |                       |                   |    |